# My Heart Goes Boom (La Di Da Da)
My Heart Goes Boom (La Di Da Da) (englisch für „Mein Herz macht Boom (La Di Da Da)“) ist ein Nummer-eins-Hit der deutsch-französischen Popband French Affair aus dem Jahr 2000.

## Entstehung und Inhalt
My Heart Goes Boom (La Di Da Da) wurde gemeinsam von Barbara Alcindor, Karsten Dreyer sowie Torsten Dreyer geschrieben. Die Produktion erfolgte durch die beiden Dreyer-Brüder. Veröffentlicht wurde das Lied erstmals am 10. Januar 2000 als Debütsingle des Projektes. Am 29. Mai 2000 erschien es als Teil des Debütalbums Desire.
Das Lied handelt von einem Lyrischen Ich, das sich auf eine Begegnung mit jemandem freut und die Vorfreude und Sehnsucht nach dem Moment beschreibt, wenn es endlich die Person in ihre Arme schließen und all das tun könne, was sie möchte.

## Kommerzieller Erfolg

### Chartplatzierungen
| ChartsChartplatzierungen     | Höchstplatzierung | Wochen |
| ---------------------------- | ----------------- | ------ |
| Deutschland (GfK)            | 1 (15 Wo.)        | 15     |
| Frankreich (SNEP)            | 4 (30 Wo.)        | 30     |
| Österreich (Ö3)              | 1 (15 Wo.)        | 15     |
| Schweiz (IFPI)               | 3 (32 Wo.)        | 32     |
| Vereinigtes Königreich (OCC) | 44 (4 Wo.)        | 4      |

| ChartsJahrescharts (2000) | Platzierung |
| ------------------------- | ----------- |
| Deutschland (GfK)         | 11          |
| Frankreich (SNEP)         | 19          |
| Österreich (Ö3)           | 8           |
| Schweiz (IFPI)            | 22          |

### Auszeichnungen für Musikverkäufe
| Land/Region        | Auszeichnungen für Musikverkäufe (Land/Region, Auszeichnung, Verkäufe) | Verkäufe |
| ------------------ | ---------------------------------------------------------------------- | -------- |
| Deutschland (BVMI) | Gold                                                                   | 250.000  |
| Frankreich (SNEP)  | Gold                                                                   | 250.000  |
| Österreich (IFPI)  | Gold                                                                   | 25.000   |
| Insgesamt          | 3× Gold ·                                                              | 525.000  |